# Sandy (Utah)
Pour les articles homonymes, voir Sandy.
Sandy est une ville américaine située dans le comté de Salt Lake, Utah, comptant 96 660 habitants en 2008. Elle est une banlieue proche de Salt Lake City

## Sports
Depuis 2008 et la construction du Rio Tinto Stadium, la ville accueille les matchs de championnat de l'équipe de football du Real Salt Lake organisés par la MLS.

## Jumelage
- Pedrias Negras (Mexique)
- Riesa (Allemagne)

## Personnalités liées à la ville
- Julianne Hough - danseuse et chanteuse
- Derek Hough- danseur
- Mike Weir - golfeur professionnel
- Mary Elizabeth Winstead - actrice

## Source
- (en) Cet article est partiellement ou en totalité issu de l’article de Wikipédia en anglais intitulé « Sandy, Utah » (voir la liste des auteurs).